# Motta Baluffi
Motta Baluffi là một đô thị ở tỉnh Cremona, vùng Lombardia của Italia, có vị trí cách khoảng 100 km về phía đông nam của Milan và khoảng 20 km về phía đông nam của Cremona. Tại thời điểm ngày 31 tháng 12 năm 2004, đô thị này có dân số 962 người và diện tích là 16,7 km².
Motta Baluffi giáp các đô thị: Cella Dati, Cingia de' Botti, Roccabianca, San Daniele Po, Scandolara Ravara, Torricella del Pizzo.